# Xã Eaton, Michigan
Xã Eaton (tiếng Anh: Eaton Township) là một xã thuộc quận Eaton, tiểu bang Michigan, Hoa Kỳ. Năm 2010, dân số của xã này là 4.073 người.